# (133527) Fredearly
(133527) Fredearly est un astéroïde de la ceinture principale.

## Description
(133527) Fredearly est un astéroïde de la ceinture principale. Il fut découvert le 5 octobre 2003 à Wrightwood par James Whitney Young. Il présente une orbite caractérisée par un demi-grand axe de 3,15 UA, une excentricité de 0,10 et une inclinaison de 8,9° par rapport à l'écliptique.

## Compléments